# Leichtathletik-Europameisterschaften 2006/3000 m Hindernis der Männer

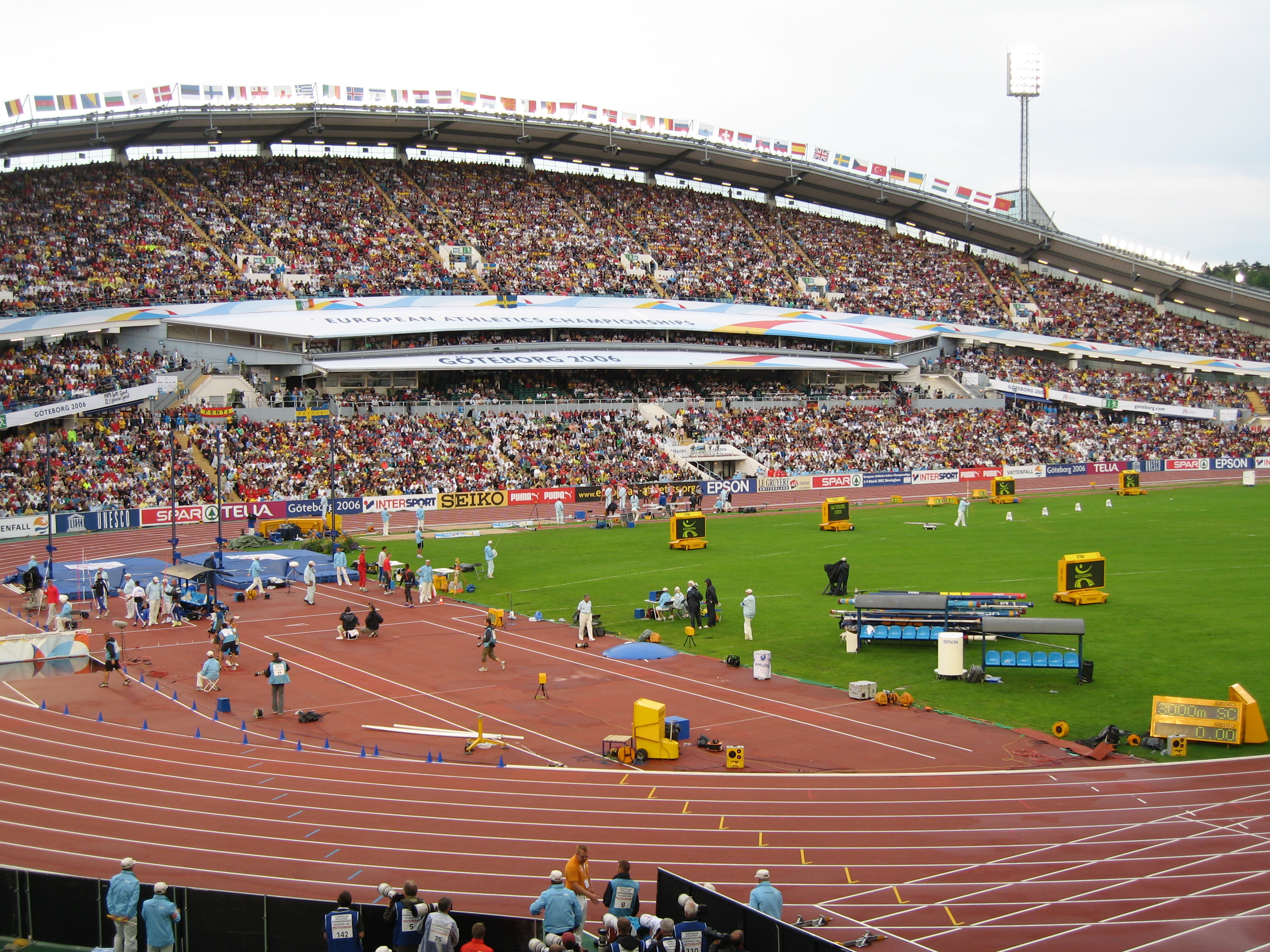
Das Ullevi-Stadion in Göteborg während der Europameisterschaften 2006

Der 3000-Meter-Hindernislauf der Männer bei den Leichtathletik-Europameisterschaften 2006 wurde am 9. und 11. August 2006 im Ullevi-Stadion der schwedischen Stadt Göteborg ausgetragen.
Europameister wurde der Finne Jukka Keskisalo. Er gewann vor dem Spanier José Luis Blanco. Bronze ging an den Franzosen Bouabdellah Tahri.

## Bestehende Rekorde
| Weltrekord           | 7:53,63 min | Saif Saaeed Shaheen | Brüssel, Belgien      | 3. September 2004 |
| Europarekord         | 8:04,95 min | Simon Vroemen       | Brüssel, Belgien      | 26. August 2005   |
| Meisterschaftsrekord | 8:12,66 min | Francesco Panetta   | EM Split, Jugoslawien | 30. August 1990   |

Der bestehende EM-Rekord wurde bei diesen Europameisterschaften nicht erreicht. Die schnellste Zeit erzielte der später im Finale fünftplatzierte Spanier Antonio David Jiménez im zweiten Vorlauf mit 8:24,12 min, womit er 11,46 s über dem Rekord blieb. Zum Europarekord fehlten ihm 19,17 s, zum Weltrekord 30,49 s.

## Legende
Kurze Übersicht zur Bedeutung der Symbolik – so üblicherweise auch in sonstigen Veröffentlichungen verwendet:
| DNF | Wettkampf nicht beendet (did not finish) |
| DNS | nicht am Start (did not start)           |

## Vorrunde
Die Vorrunde wurde in zwei Läufen durchgeführt. Die ersten vier Athleten pro Lauf – hellblau unterlegt – sowie die darüber hinaus vier zeitschnellsten Läufer – hellgrün unterlegt – qualifizierten sich für das Finale.

### Vorlauf 1
9. August 2006, 10:10 Uhr
| Platz | Name                     | Nation         | Zeit (min) |
| ----- | ------------------------ | -------------- | ---------- |
| 1     | Simon Vroemen            | Niederlande    | 8:29,62    |
| 2     | José Luis Blanco         | Spanien        | 8:30,26    |
| 3     | César Pérez              | Spanien        | 8:30,52    |
| 4     | Martin Pröll             | Österreich     | 8:31,34    |
| 5     | Pawel Potapowitsch       | Russland       | 8:32,78    |
| 6     | Iwan Lukjanow            | Moldau         | 8:34,86    |
| 7     | Tomasz Szymkowiak        | Polen          | 8:37,00    |
| 8     | Matteo Villani           | Italien        | 8:39,66    |
| 9     | Jermaine Mays            | Großbritannien | 8:41,79    |
| 10    | Mário Teixeira           | Portugal       | 8:43,14    |
| 11    | Bjørnar Ustad Kristensen | Norwegen       | 8:53,93    |
| 12    | Mohamed Khaled Belabbas  | Frankreich     | 9:01,62    |
| DNF   | Vincent Le Dauphin       | Frankreich     |            |

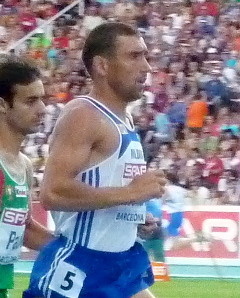
Iwan Lukjanow verpasste das Finale mit seiner Zeit um gut zwei Sekunden
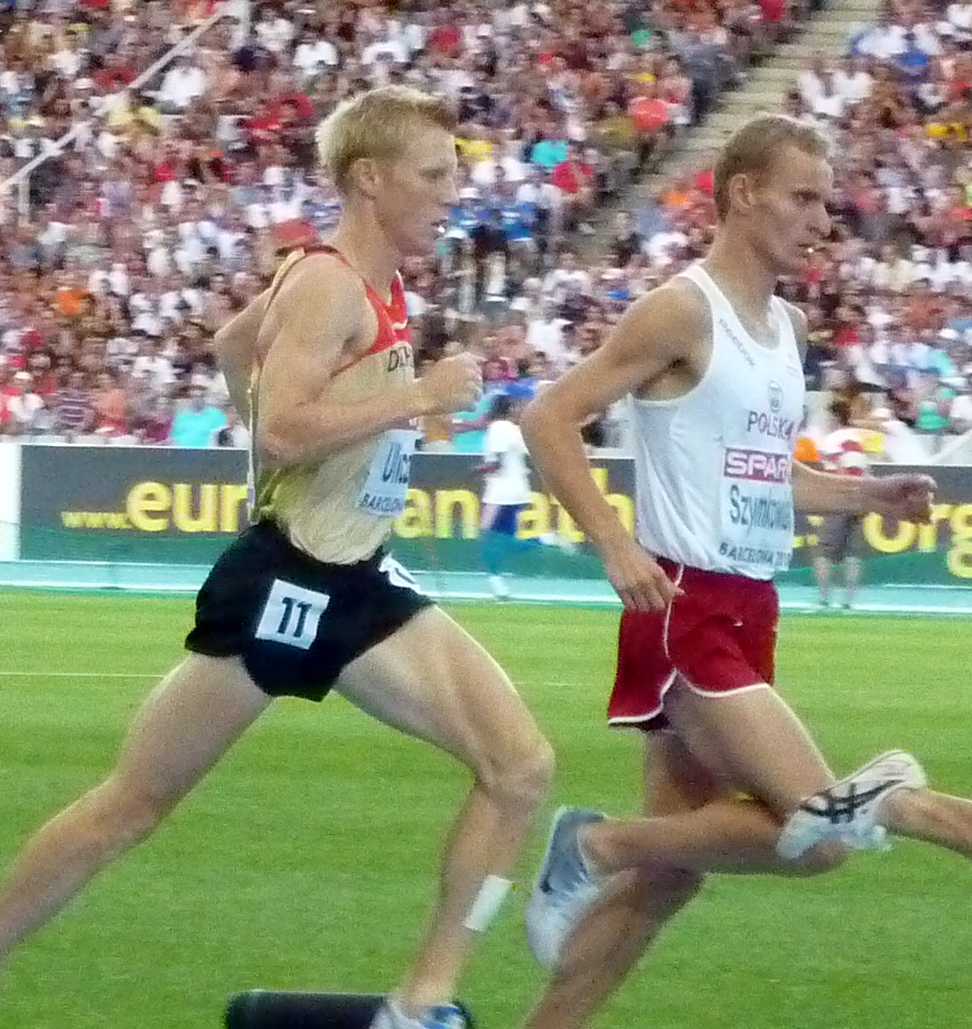
Tomasz Szymkowiak (rechts) wurde Siebter im ersten Vorlauf und schied damit aus
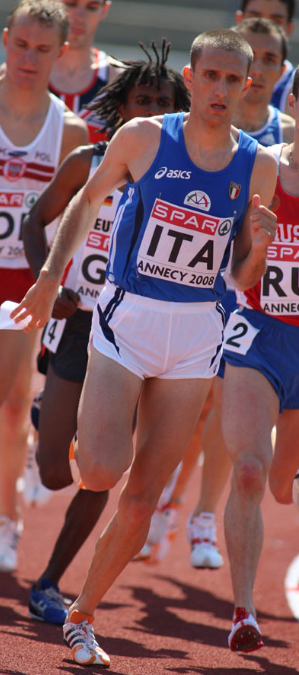
Als Achter seines Vorlaufs erreichte Matteo Villani nicht das Finale
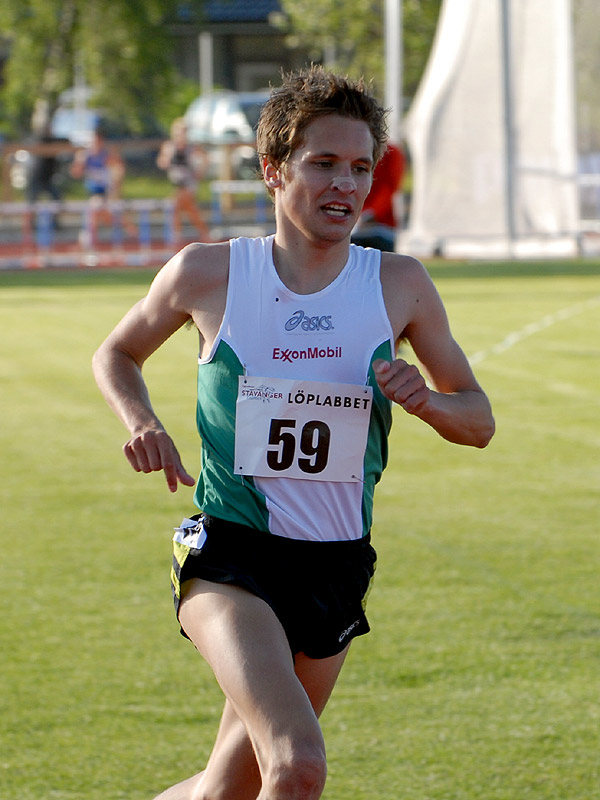
Bjørnar Ustad Kristensen landete in seinem Vorlauf auf Rang elf, womit er ausschied

### Vorlauf 2

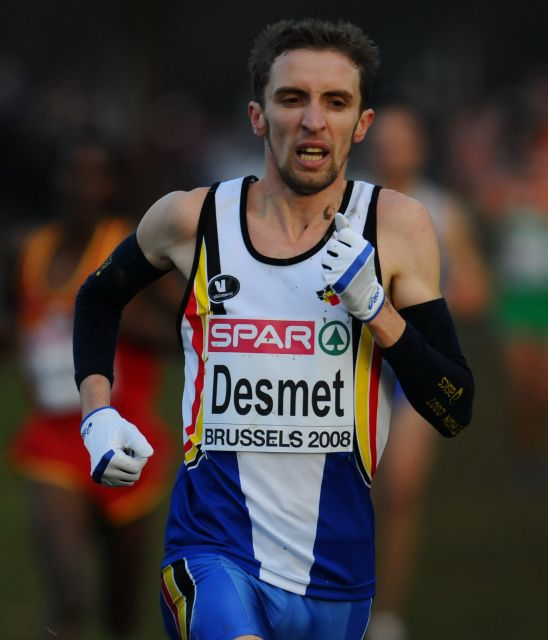
Pieter Desmet fehlten nur fünfzehn Hundertstelsekunden für die Teilnahme am Finale
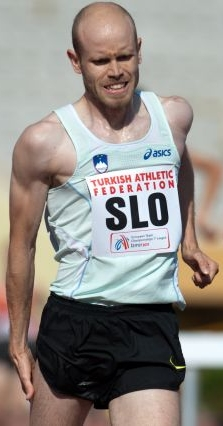
Als Dreizehnter und Letzter seines Vorlaufs blieb Boštjan Buč chancenlos

9. August 2006, 10:25 Uhr
| Platz | Name                  | Nation         | Zeit (min) |
| ----- | --------------------- | -------------- | ---------- |
| 1     | Antonio David Jiménez | Spanien        | 8:24,12    |
| 2     | Bouabdellah Tahri     | Frankreich     | 8:24,38    |
| 3     | Itai Magidi           | Israel         | 8:25,04    |
| 4     | Radosław Popławski    | Polen          | 8:25,54    |
| 5     | Mustafa Mohamed       | Schweden       | 8:26,66    |
| 6     | Günther Weidlinger    | Österreich     | 8:27,53    |
| 7     | Jukka Keskisalo       | Finnland       | 8:29,06    |
| 8     | Pieter Desmet         | Belgien        | 8:32,93    |
| 9     | Andrei Koschewnikow   | Russland       | 8:33,00    |
| 10    | Adam Bowden           | Großbritannien | 8:35,79    |
| 11    | Andrei Farnosow       | Russland       | 8:36,94    |
| 12    | Wadim Slobodenjuk     | Ukraine        | 8:42,55    |
| 13    | Boštjan Buč           | Slowenien      | 9:13,90    |

## Finale
11. August 2006, 19:25 Uhr
| Platz | Name                  | Nation      | Zeit (min) |
| ----- | --------------------- | ----------- | ---------- |
| 1     | Jukka Keskisalo       | Finnland    | 8:24,89    |
| 2     | José Luis Blanco      | Spanien     | 8:26,22    |
| 3     | Bouabdellah Tahri     | Frankreich  | 8:27,15    |
| 4     | Mustafa Mohamed       | Schweden    | 8:27,79    |
| 5     | Antonio David Jiménez | Spanien     | 8:28,78    |
| 6     | Radosław Popławski    | Polen       | 8:29,33    |
| 7     | Günther Weidlinger    | Österreich  | 8:29,54    |
| 8     | César Pérez           | Spanien     | 8:30,40    |
| 9     | Martin Pröll          | Österreich  | 8:35,69    |
| 10    | Pawel Potapowitsch    | Russland    | 8:38,19    |
| 11    | Itai Magidi           | Israel      | 8:52,69    |
| DNS   | Simon Vroemen         | Niederlande |            |

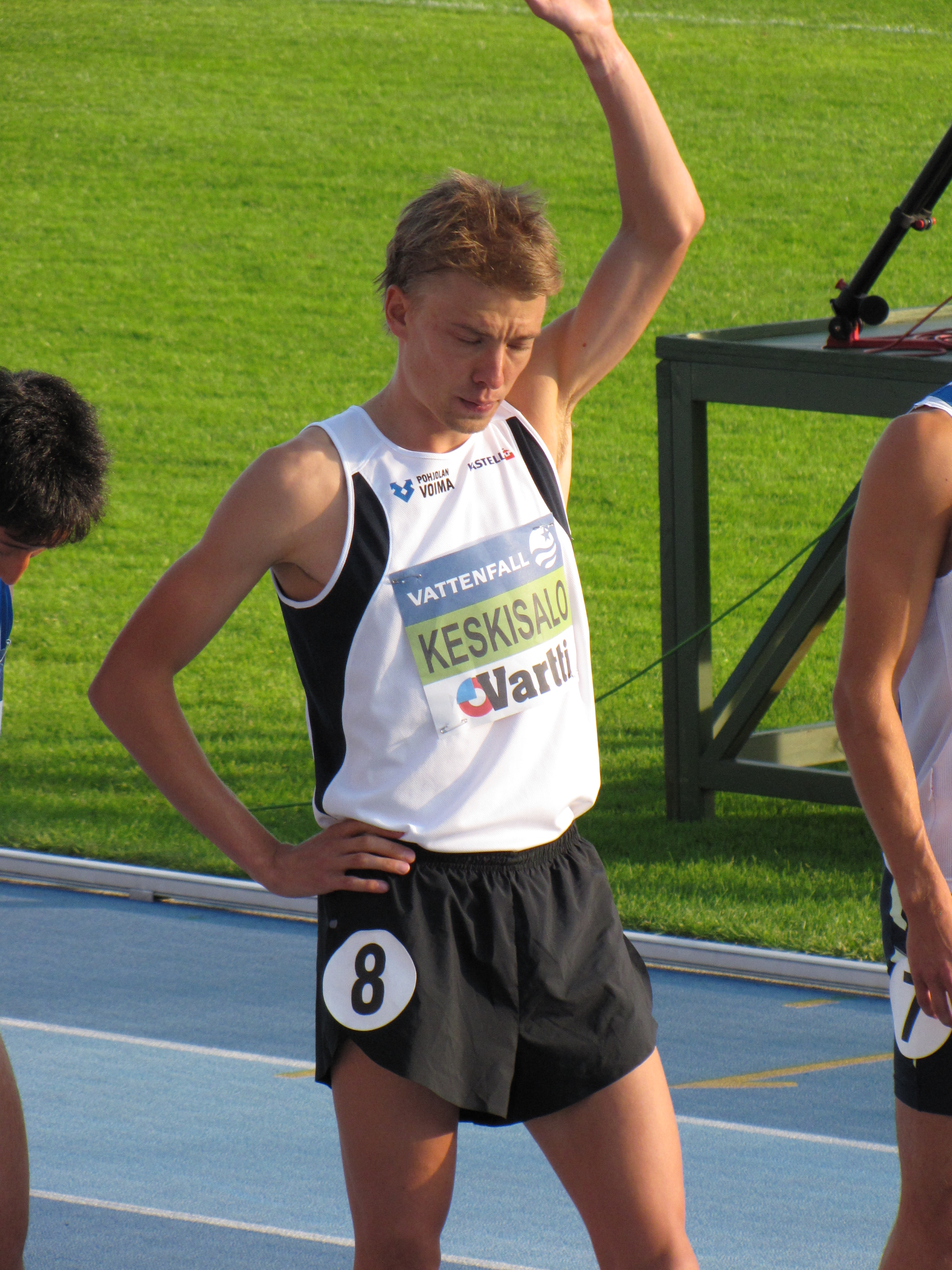
Überraschungseuropameister Jukka Keskisalo

Europarekordinhaber Simon Vroemen trat wegen einer Magenverstimmung nicht zum Finale an. Die Spanier um den Titelverteidiger Antonio David Jiménez verschleppten das Tempo, um den vermeintlich Schnellsten im Feld, den Franzosen Bouabdellah Tahri, im Spurt zu bezwingen. Wie schon im 10.000-Meter-Lauf führte diese Taktik dazu, dass ein Außenseiter mit großer Spurtkraft das Rennen für sich entschied. Jukka Keskisalo wurde zum ersten finnischen Europameister in dieser Disziplin – bei den ersten Europameisterschaften 1934 war dieser Wettbewerb noch nicht ausgetragen worden. Dort wäre der zweifache finnische Olympiasieger Volmari Iso-Hollo als klarer Favorit an den Start gegangen, aber der Hindernislauf wurde erst bei den zweiten Europameisterschaften 1938 ins Programm aufgenommen. Da war Iso-Hollos große Zeit vorbei.

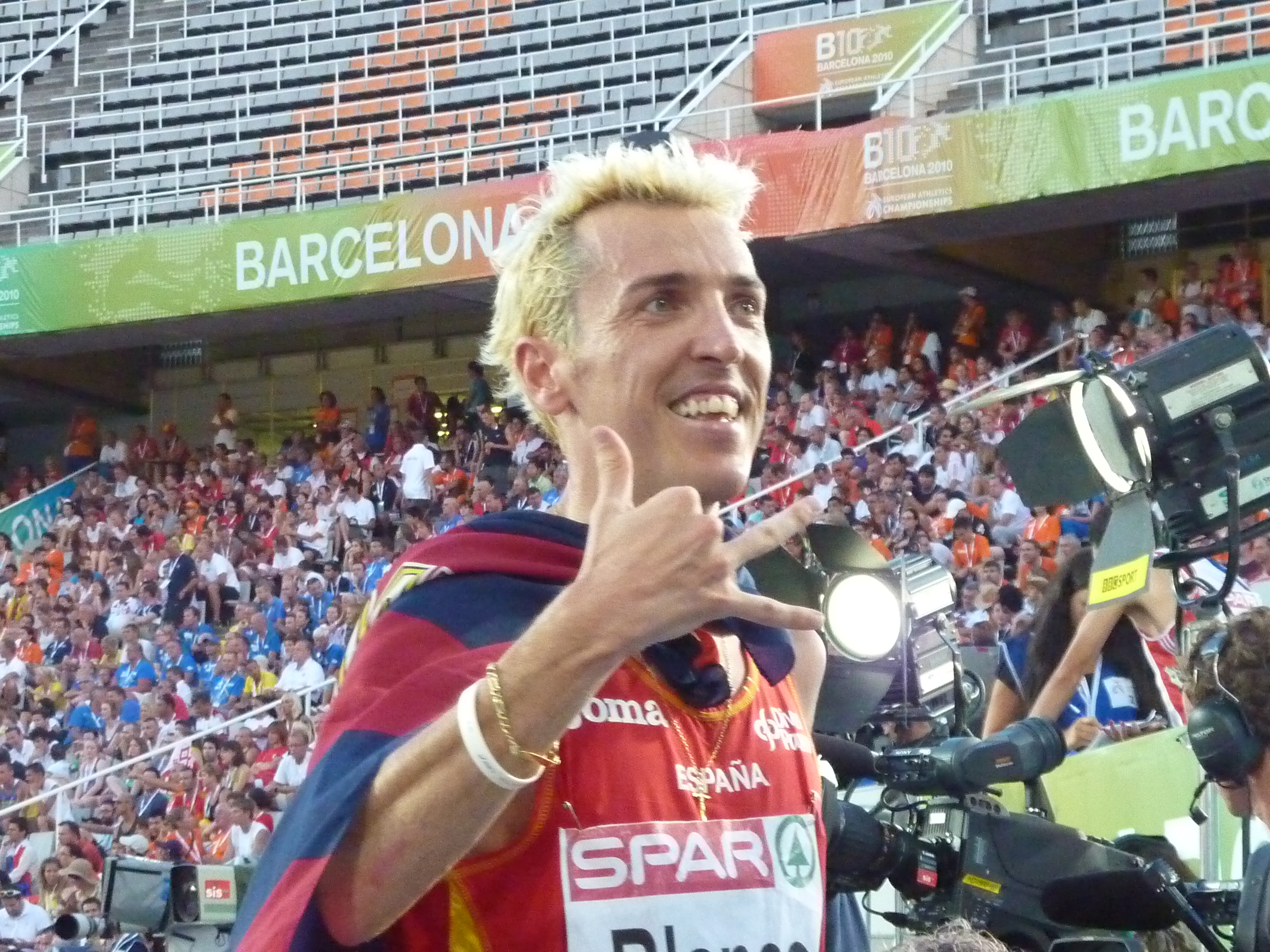
Vizeeuropameister José Luis Blanco
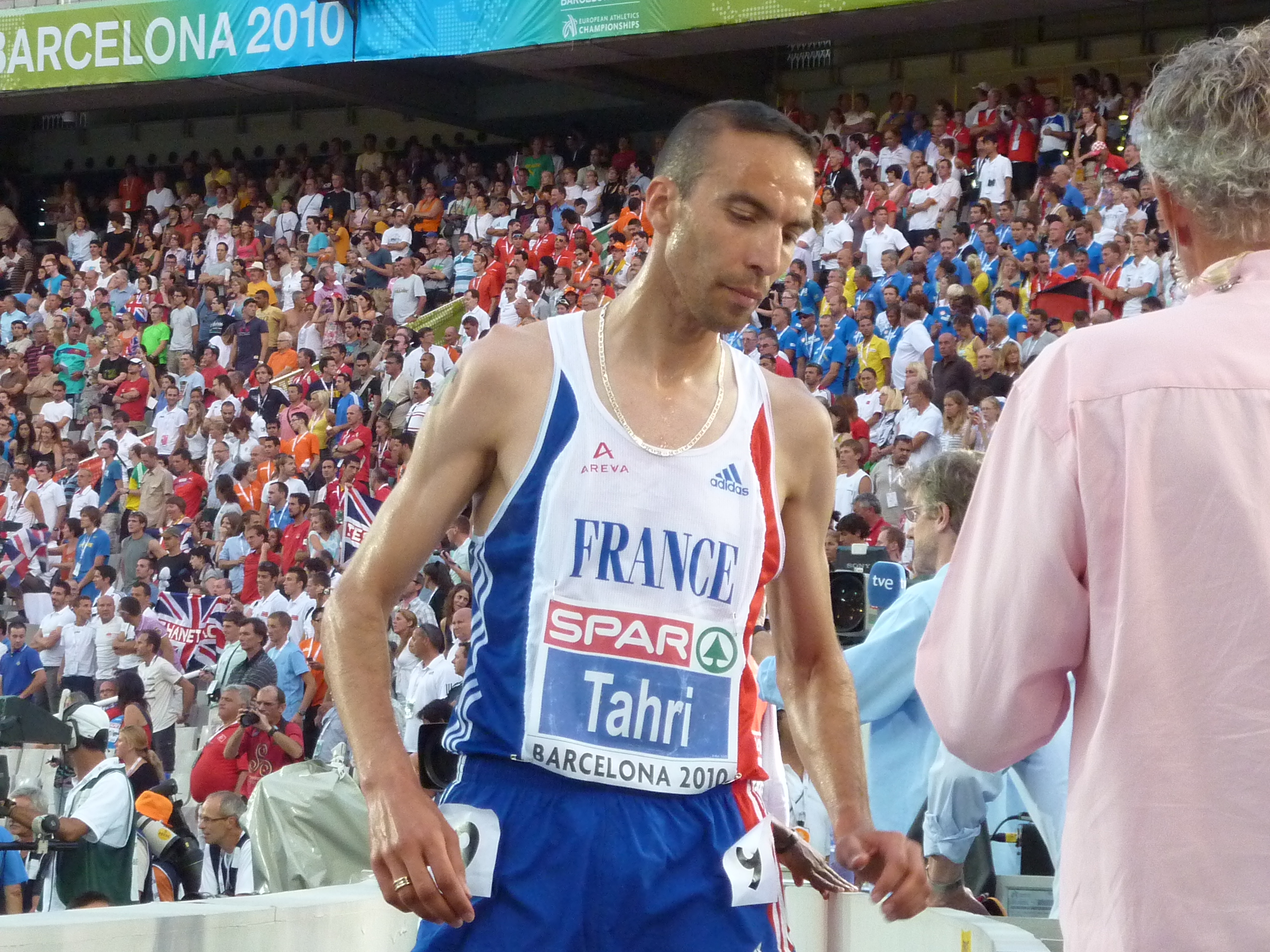
Bronzemedaillengewinner Bouabdellah Tahri
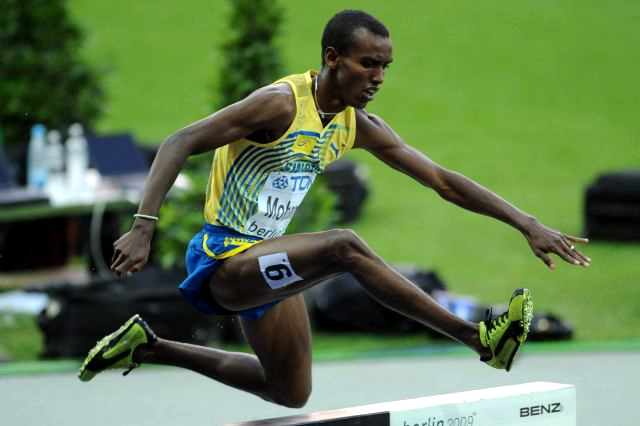
Mustafa Mohamed belegte Rang vier
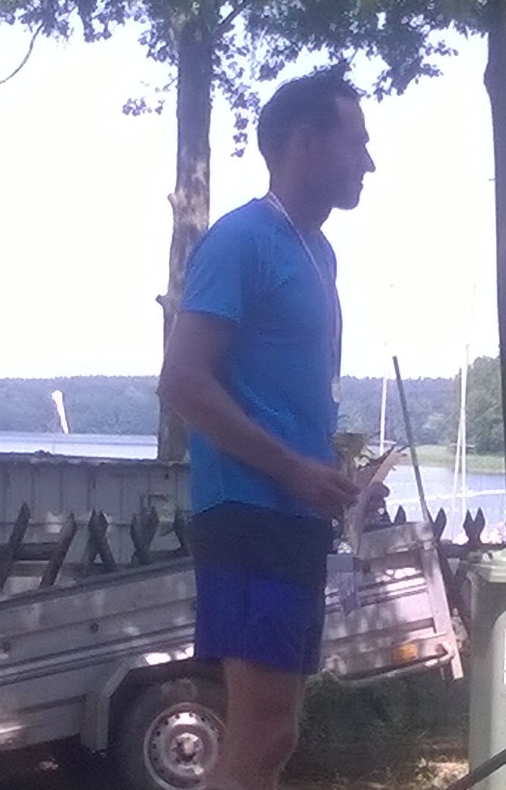
Radosław Popławski kam auf den sechsten Platz

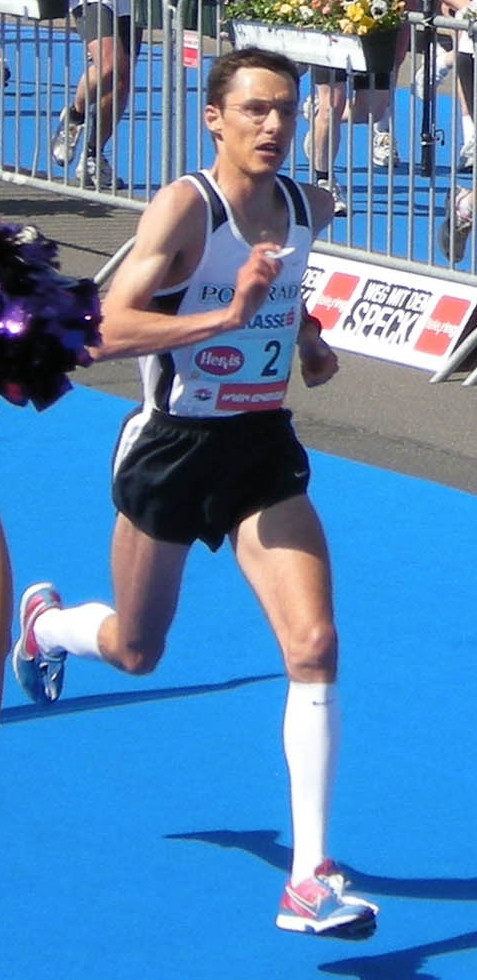
Günther Weidlinger wurde Siebter
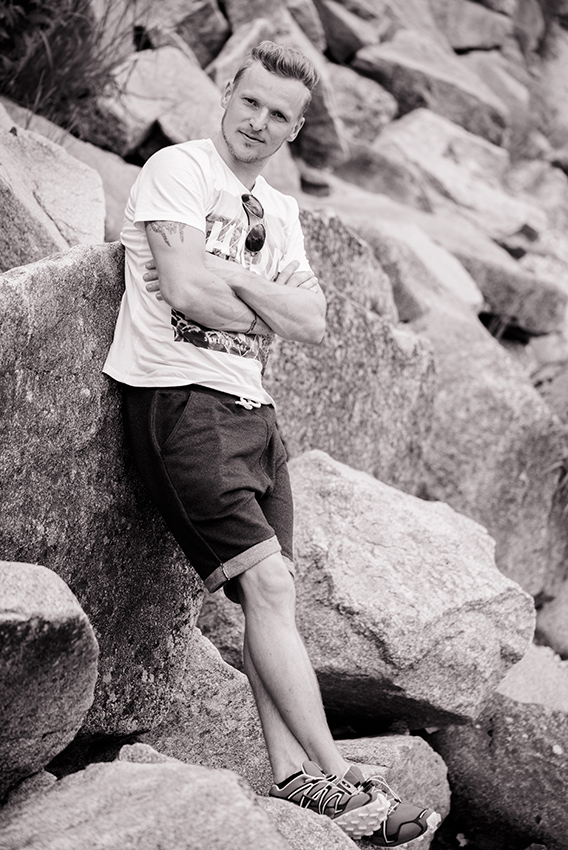
Martin Pröll, der Siebte von 2002, erreichte diesmal Rang neun
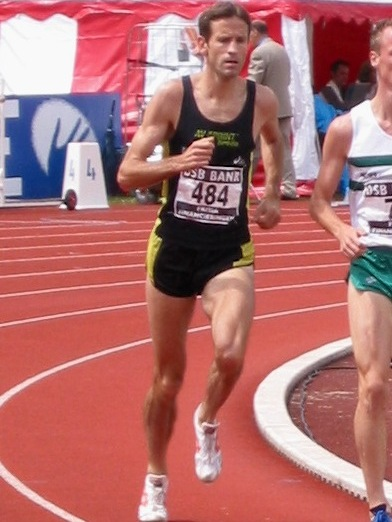
Der Europarekordinhaber und EM-Zweite von 2002 Simon Vroemen konnte im Finale nicht an den Start gehen

## Videolink
- 3000m Steeplechase Göteborg 2006, youtube.com, abgerufen am 27. Januar 2023